# Tomislav Radotić
Tomislav Radotić (Osijek, 13. prosinca 1981.) je hrvatski nogometaš koji trenutačno igra za drugu momčad Osijeka kao veznjak. Nakon završetka 2015./16. sezone, Radotić je prebačen u drugu momčad Osijeka.